# Larchamp (Orne)
Larchamp is een voormalige gemeente in het Franse departement Orne in de regio Normandië en telt 295 inwoners (2005). De plaats maakt deel uit van het arrondissement Argentan.

## Geschiedenis
Tot 1 januari 2015 was Larchamp een zelfstandige gemeente. Op die datum werd het met Beauchêne, Frênes, Saint-Cornier-des-Landes, Saint-Jean-des-Bois, Tinchebray en Yvrandes samengevoegd tot de fusiegemeente Tinchebray-Bocage.

## Geografie
De oppervlakte van Larchamp bedraagt 8,5 km², de bevolkingsdichtheid is 34,7 inwoners per km².
De onderstaande kaart toont de ligging van Larchamp (Orne) met de belangrijkste infrastructuur en aangrenzende gemeenten.

## Demografie
Onderstaande figuur toont het verloop van het inwonertal (bron: INSEE-tellingen).
Beauchêne · Frênes · Larchamp · Saint-Cornier-des-Landes · Saint-Jean-des-Bois · Tinchebray · Yvrandes